# Jilotepec de Molina Enríquez
Jilotepec de Molina Enríquez es una ciudad con una rica historia y un profundo arraigo cultural, es cabecera municipal del municipio homónimo, en el Estado de México. Es un destino con gran potencial turístico debido a su arquitectura colonial, tradiciones y paisajes naturales. Su centro histórico ha sido catalogado como Pueblo Mágico, es un referente turístico y comercial.

## Toponimia
El antiguo nombre de Jilotepec de Molina Enríquez, es un topónimo de origen náhuatl en donde se fundó la actual población. El término Jilotepec proviene del náhuatl xilotl, “jilote”, mazorca tierna; tepetl, “cerro”, y el sufijo c, “en”, y en conjunto se interpretan como “En el cerro de los jilotes”. El jeroglífico toponímico de Xilotepec, que se encuentra en el Códice Mendocino, está compuesto por la representación de un cerro y, sobre él, dos mazorcas con las espigas del maíz tierno.

## Geografía

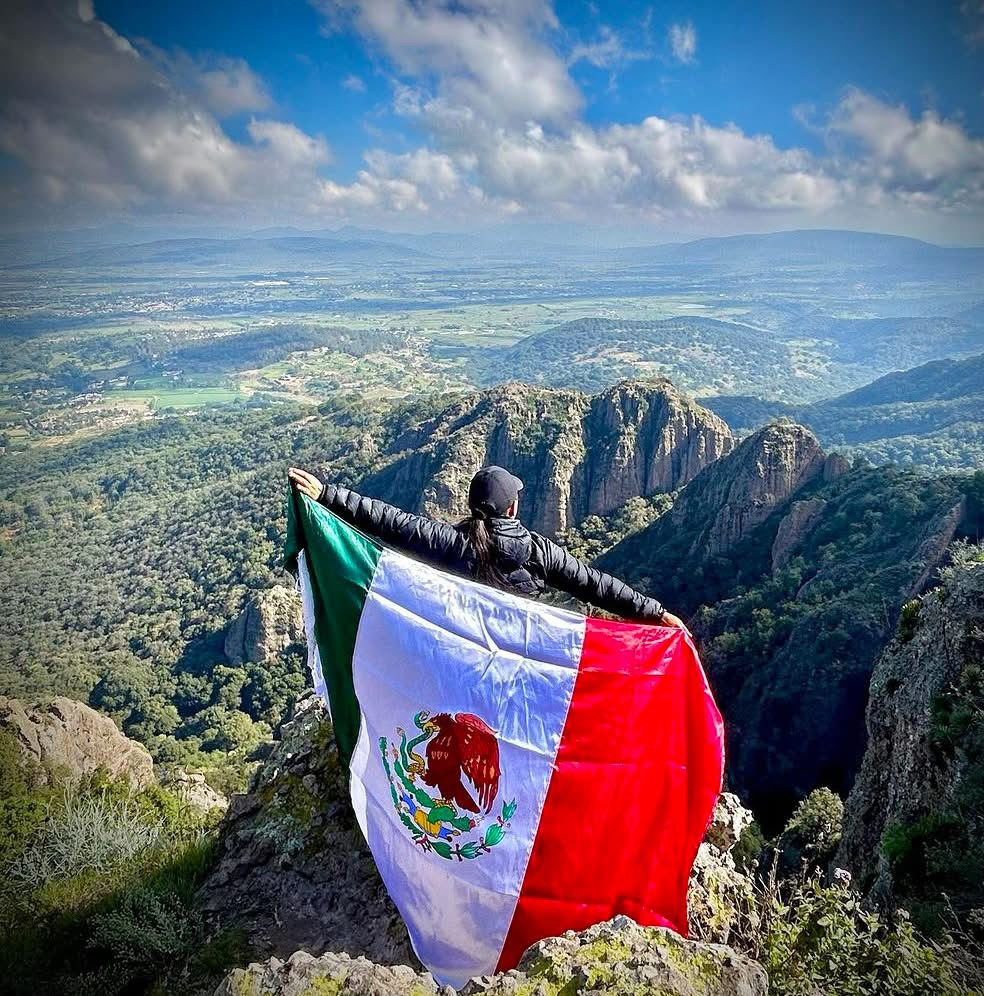
Las peñas

Ubicado en la zona norte del Estado de México, es conocido por su clima templado y su entorno montañoso. Siendo un punto clave en el comercio y desarrollo de la región.
A 100 kilómetros de distancia de la Ciudad de México se localiza Jilotepec.

## Cultura
Pueblo con Encanto en el que los frailes Franciscanos del siglo XVI edificaron la iglesia de San Pedro y San Pablo, construcción remota a la época colonial, se encuentra en la cabecera municipal. Es una de las parroquias más antiguas construidas en México, como parte de un convento franciscano, del cual sólo la cruz atrial se conserva y perteneció al Camino Real de Tierra Adentro. La iglesia de San Pedro y San Pablo es un ejemplo de la arquitectura franciscana típicamente sobria del siglo XVI, con una sola torre, con una fachada sin los excesos ornamentales del barroco y de una sola nave. Uno puede admirar, además el arco construido sobre la entrada, el hermoso retablo barroco, de madera cubierta con hojas de oro, con colores las escenas religiosas, el trabajo evidente de artistas nativos. 
Una escalinata separa este monumento de la Plaza Manuel Ávila Camacho, con su típico quiosco y portales. Junto al jardín está el Palacio Municipal, con arquería. Cerca existe además la Alameda Central y la Casa de Cultura de la “Mtra. Amalia Márquez Padilla” y próximamente un museo histórico del municipio.

### Sitios emblemáticos
- Plaza Manuel Ávila Camacho
- Ex Hacienda de Doxhicho
- Iglesia “Santuario de la Virgen de la Piedrita”
- Parroquia de San Pedro y San Pablo
- Monasterio Ortodoxo San Antonio El Grande

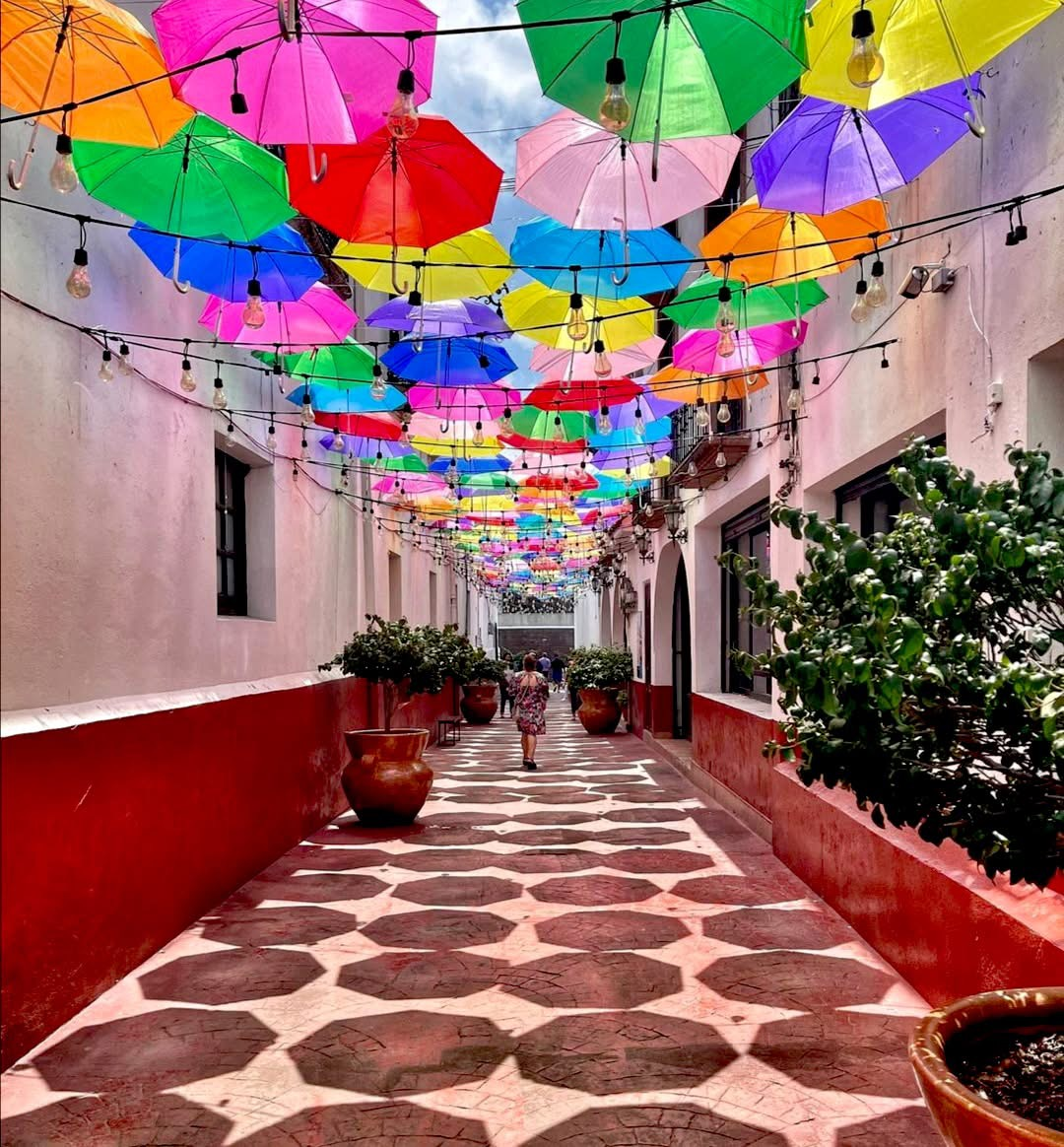
Centro de Jilotepec

- Cruz de Dendho
- Petroglifos San Lorenzo Octeyuco
- La Alameda central

### Atractivos naturales
- Parque ecoturístico “Las Peñas” Dexcani Alto
- Presa y Parque Danxhó.
- Parque de Doxhicho
- Parque “El Llano” Canalejas
- Parque Urbano las Sequoias
- Presa de Xhimojay
- Presa de la Avellana, Dexcani Alto
- Presa de la Arena
- El Parque de los Sabinos en San Pablo Huantepec.
- La Taza en Ojo de Agua.

### Eventos

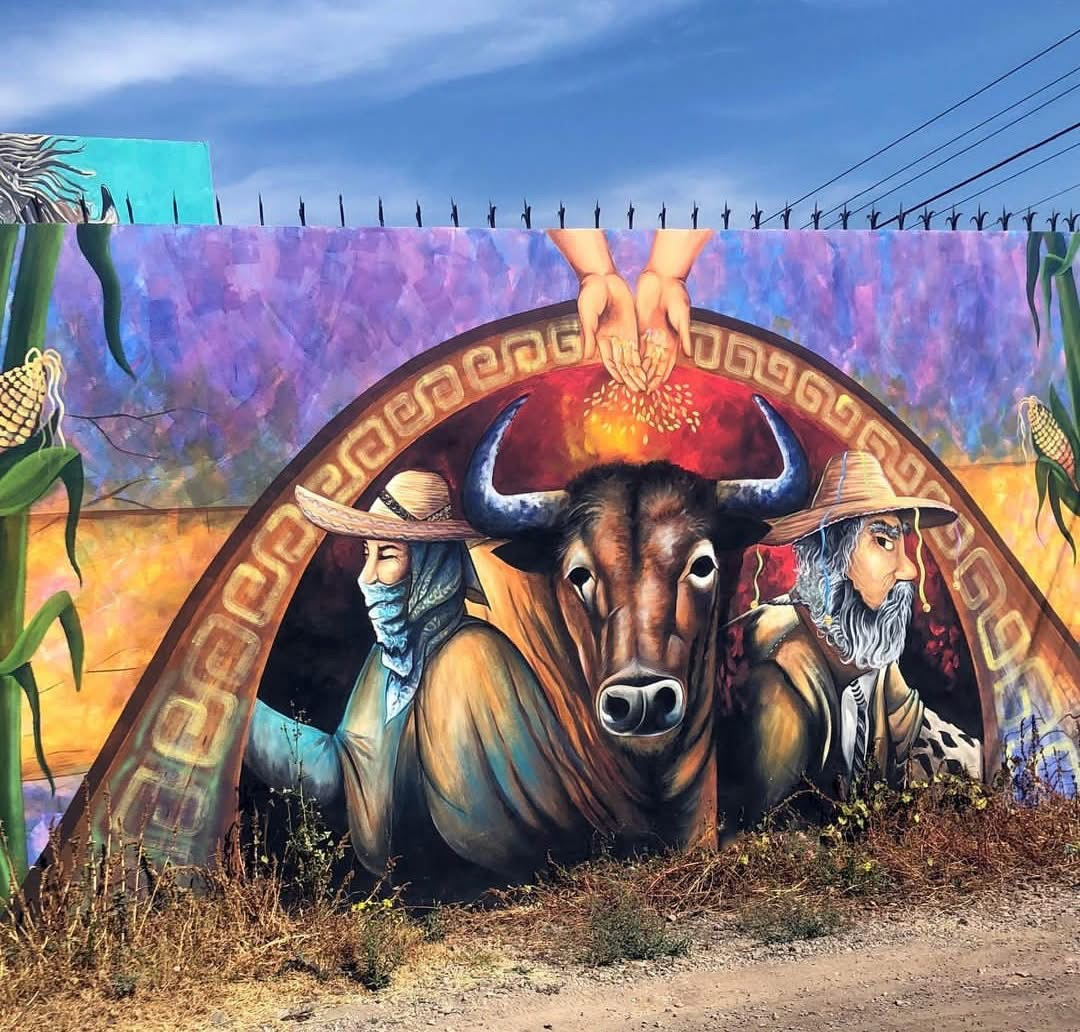
Costumbre Ancestral Xhita

Carnaval Xhita: es una costumbre ancestral que se realiza tradicionalmente cada año en ofrenda a los dioses para pedir una buena cosecha. Los hombres se disfrazan con cabelleras hechas con cerdas de rabos de ganado vacuno, y se adornan con grandes cuernos. Dicha tradición se inicia cuarenta días antes del miércoles de Ceniza y termina el martes de Carnaval.